# Clara (cantante 2000)
Clara Toft Simonsen (Aarhus, 24 agosto 2000) è una cantante danese.

## Biografia
Clara è nipote della supermodella e attrice Renée Simonsen e del cantante Thomas Helmig. È stata notata da un produttore della Sony Music mentre, all'età di 15 anni, cantava ad un concerto scolastico a Rønde. Ad agosto 2018 è uscito il suo album di debutto August Eighteen, che ha debuttato alla 24ª posizione della classifica danese. All'inizio del 2019 è uscito il singolo Crazy, che è stato il primo ad entrare nella top 40 danese, fermandosi alla 23ª posizione, e ad ottenere un disco di platino con oltre 90 000 unità vendute a livello nazionale. Il suo secondo album, Growing Up Sucks, è uscito a marzo 2020 e ha raggiunto l'11º posto in classifica.

## Discografia

### Album in studio
- 2018 – August Eighteen
- 2020 – Growing Up Sucks

### EP
- 2017 – Dress like You're Already Famous

### Singoli
- 2017 – What They Say
- 2017 – Stop Pretending
- 2017 – Suffocating
- 2018 – Foolish
- 2018 – Slippin
- 2018 – Liar (feat. Rosegold)
- 2019 – Crazy
- 2019 – Can't Fall Asleep (con gli Zookeepers)
- 2019 – Legend
- 2020 – Thank Me Later
- 2020 – Nobody's Lover (feat. Lord Siva)
- 2020 – Girl like You